# Friedrich Frey-Herosé

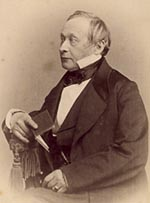
Friedrich Frey-Herosé op latere leeftijd.

Friedrich Frey-Herosé (Lindau, 12 oktober 1801 - Bern, 22 september 1873) was een Zwitsers politicus. Hij was een van de leden van de Siebnergruppe ('Groep van Zeven'), de zeven grondleggers van het moderne Zwitserland. Hij was de zesde en de twaalfde bondspresident van het land.

## Persoonlijk leven
Frey-Herosé was een zoon van een politicus en fabrikant. Hij studeerde scheikunde in Parijs. Tijdens zijn studie in Parijs brak de Julirevolutie van 1830 uit. Frey-Herosé nam hieraan actief deel. Terug in Zwitserland nam hij de firma van zijn vader over. Hij huwde tweemaal.
Frey-Herosé was een verwoed ornitholoog en vogelverzamelaar. Hij was lid van het Aargauische Naturforschende Gesellschaft, het Natuurvorsersgezelschap van Aargau. Van 1840 tot aan zijn verkiezing in de Nationale Raad en de Bondsraad in 1848 was hij er voorzitter van. Een deel van zijn collectie is ondergebracht in het natuurmuseum van Aarau.
Op latere leeftijd, na zijn lidmaatschap van de Bondsraad, ging Frey-Herosé zich interesseren in de japanologie en leerde hij tevens het Japans.

## In het kanton Aargau
In 1834 werd hij in de Grote Raad en in 1837 in de Kleine Raad van het kanton Aargau gekozen. Van 1839 tot 1840, van 1842 tot 1843 en van 1845 tot 1846 was hij landammann (regeringsleider) van dat kanton.
Tijdens de Sonderbund-oorlog (1847) was hij lid van de generale staf van protestantse kantons.

## Lid van de Bondsraad en bondspresident
In 1848 werd hij in de Nationale Raad van de nieuwe bondsstaat Zwitserland gekozen. Vervolgens werd Frey-Herosé op 16 november 1848 als een van de zeven eerste leden van de eerste Bondsraad verkozen. Hij kreeg 70 van de 130 stemmen achter zijn naam. Als lid van de Bondsraad beheerde hij de volgende departementen:
- 1848-1853: Departement van Handel en Douane
- 1854: Departement van Politieke Zaken
- 1855-1859: Departement van Militaire Zaken
- 1860: Departement van Politieke Zaken
- 1861-1866: Departement van Handel en Douane

Tijdens zijn eerste periode als Bondsraadslid over het Departement van Handel en Douane sloot Frey-Herosé handelsverdragen met Piëmont-Sardinië (1851), Baden (1852) en Beieren (1853).
In 1853 en in 1859 was hij vicepresident en in 1854 en in 1860 bondspresident. Tijdens zijn lidmaatschap van de Bondsraad werd hij zowel bekritiseerd door de radicalen als door de conservatieven. In 1866 stelde hij zich niet langer herverkiesbaar in de Bondsraad, waardoor zijn mandaat afliep op 31 december van dat jaar. Hij werd opgevolgd door Emil Welti. Hij bleef nog zetelen in de tot aan de parkementsverkiezingen van 1872.